# شرطي (فلم 1916)
شرطي (بالإنجليزية: Police)، يعرف أيضا بأسم (تشارلي لص)، وهو فيلم كوميدي أمريكي صامت من عام 1916 تأليف وإخراج وبطولة تشارلي تشابلن، تم إنتاجه في استوديوهات إساناي.

## القصة
يلعب تشارلي دور مجرم سابق يجد الحياة في الخارج لا ترضيه ويقوده إلى اقتحام منزل مع لص آخر

## ملخص
يُطلق سراح تشارلي من السجن ويقترب منه على الفور رجل يدعي أنه راعي الكنيسة (بيلي أرمسترونغ) الذي سيساعده على المضي قدمًا. ومع ذلك، فهو في الواقع محتال يقوم في كثير من الأحيان بالتنكر والخداع للعديد من الأبرياء الآخرين، بما في ذلك المخمور (جيمس تي كيلي) الذي يبدو أنه يمتلك القليل من كلياته. في البداية، ظل تشارلي غير مبالٍ، ولم يرغب في المخاطرة، لا سيما عندما كان خارج السجن للتو. ومع ذلك، فإن الرجل، الممثل الماهر، يحثه على البكاء. ينفجر تشارلي في البكاء بسبب الندم على «فعل ذلك ضد يسوع». بالطبع، يستغل الرجل الموقف ويخرج العملة الورقية ذات الخمسة دولارات التي أعطاها تشارلي عند تسريحه، تاركًا إياه مفلسًا.
الآن مفلس، تشارلي يذهب إلى متجر فواكه ويبدأ في قضم كل الفاكهة هناك. إنه يعلم أنه يتعين عليه دفع ثمنها جميعًا في النهاية، ولكن، غير مدرك أنه تعرض للخداع من قبل قس الكنيسة المزيف، يأكل أكثر فأكثر حتى يصبح بائع الفاكهة (ليو وايت) غاضبًا بشكل واضح. أخبره تشارلي أن يهدأ، «سأدفع ثمنها.» يبحث في جيوبه عن المال، ولكن للأسف لا يستطيع العثور عليه. هذا يثير غضب الرجل، الذي قرر الآن أنه سيحصل على المال، حتى لو استغرق منه شهرًا من أيام الأحد. تشارلي، مدركًا أنه ليس في وضع جيد للغاية، يهرب.اقترب منه راعي الكنيسة المزيف مرة أخرى، هذه المرة بزي حليق الذقن. ينظر إليه تشارلي ويتعرف عليه على الفور. عندما يبدأ هذا الرجل في اقتراح أنه يساعده على المضي قدمًا، يدرك تشارلي أن هذا الرجل محتال ويحاربه. في حالة عدم وجود مزاج للقتال، يبدأ الرجل في الجري، لكن تشارلي يتبع نفس الأسلوب، لإخافة هذا الرجل قليلاً.
لسوء الحظ، يرى شرطي قريب (فريد جودوينز) تشارلي يطارد هذا الرجل الذي يبدو أنه يتمنى الخير، وينضم إلى المطاردة بعد أن اعتقد أن تشارلي يعني أن الرجل يؤذيه. تشارلي يتوقف بعد فترة، من الواضح؛ ومع ذلك، يرى الشرطي في طريقه. تبدأ مطاردة أخرى، إلا هذه المرة تشارلي هو المطارد.بعد فترة طويلة من الجري، أصبح تشارلي متعبًا. قرر مشاهدة فيلم في صالة السينما القريبة. رجل (بادي ماكغواير) يقف أمامه يعيق طريقه إلى القاعة. حاول تشارلي القطع أمامه، لكن الرجل دفعه للخلف. «اصطف في الطابور وانتظر دورك».
يترتب على ذلك قتال خفيف. في منتصفها، يبدأ الضيوف بالتراكم في القاعة، ويتقدمون في الطابور. ومع ذلك، يبدو أن هذا الرجل المستقيم لا يبدو على علم بذلك، فهو يقاتل مع تشارلي وكل ذلك. عندما يحول انتباهه إلى الوراء، فإن الجميع قد دخلوا، وبالتالي، فهو لا يشك في أي شيء. في النهاية، قطع تشارلي أمامه ودخل
لسوء الحظ، عند الدخول، أدرك تشارلي أن بائع الفاكهة من قبل كان أيضًا حارس التذاكر لقاعة السينما هذه. يأمل أن يفلت من أمامه. ومع ذلك، يتعرف عليه صاحب المتجر، ويطلب المال لشراء التذكرة وكذلك البقالة. عندما يفشل تشارلي في الدفع أيضًا، يتم طرده من قاعة السينما بطريقة تهريجية مرحة.أثناء عودته، يلتقي تشارلي بزميله في الزنزانة (ويسلي روجلز)، الذي تم تسريحه أيضًا. يقنع تشارلي لمساعدته في السطو على منزل. يتفق تشارلي مع هذا الرأي المكسور والضعيف. لكن دون علمهم، هناك شرطي في جولاته (جون راند) يراقب كل تحركاتهم، وقد تعرف على خططهم للسطو قرروا سرقة أقرب منزل. ومع ذلك، تظهر المضاعفات عندما يواجهون صعوبة في اقتحام المنزل. لا يبدو أنهم يقتحمون - الأمر صعب للغاية. تزداد الأمور سوءًا عندما يدخل عليهم الشرطي الذي يتجسس عليهم ويلتقطهم متلبسين، ويبدو أن وقتهم قد انتهى. تشارلي، مع ذلك، يأتي بخطة. يطلب منه مطرقة، وعندما يعطيه نفس الشيء، يوقع الشرطي فاقدًا للوعي.
بعد ذلك، يشرع ببساطة في فتح الباب الأمامي، كملاذ أخير أكثر من أي شيء آخر. يدخلون بحذر شديد. ومع ذلك، تشارلي، الخرقاء كما هو، يفسد العملية برمتها عن طريق تحطيم العديد من الألواح الزجاجية والنظارات، والتي تتحطم مع ضوضاء تصم الآذان. إدنا، التي تعيش في المنزل الذي يتعرض للسرقة، تأتي للتحقيق. لكنها تشعر بالخوف عندما ترى الثنائي يسرق المكان. بمجرد أن تستعيد حيازتها الكاملة لملكاتها، تنزلق بثبات إلى الهاتف وتتصل بالشرطة. بالكاد بعد ثوانٍ قليلة، وجدها رفيق تشارلي في الخلية، ولم يكن أمامه خيار سوى حملها تحت تهديد السلاح. إنها تحذره من أن والدتها مريضة للغاية وأنها ستموت من الصدمة التي قد تسببها. صدقها تشارلي ورفيقته، وتناولوا الغداء معها. ومع ذلك، أثناء الغداء، لاحظت إدنا سلوك تشارلي وآداب المائدة. لقد انجذبت إلى الأخلاق المذكورة حتى أنه بحلول الوقت الذي تصل فيه الشرطة للتحقيق في الجريمة، تكذب عليهم، مشيرة إلى أن تشارلي هو زوجها، وأن رفيق تشارلي في الزنزانة هو المجرم الفعلي. تصدقها الشرطة وتضحك ويمزح معه. بمجرد القبض على زميله السابق في الزنزانة، أعطت تشارلي دولارًا وأرسلته بسعادة في طريقه. بالكاد بعد خطوات قليلة، سرعان ما واجه تشارلي نفس الشرطي الفضولي من قبل، والذي تعرف عليه. تبدأ مطاردة أخرى.

## طاقم التمثيل
- تشارلي تشابلن - تشارلي، المتهم 999
- إدنا بيرفيانس - ابنة المنزل
- ويسلي روجلز - خريج سجون ولص
- جيمس كيلي - سكران وسارق جيوب / عميل الفندق الرديء الثاني
- ليو وايت - بائع الفاكهة / مدير الفندق الرديء / شرطي
- جون راند - بائع الفاكهة / مدير الفندق الرديء / شرطي
- فريد غودوينس - الواعظ صادق / شرطي بالنظارة الأحادية
- بيلي ارمسترونغ - الواعظ المخادع / الشرطي الثاني
- سنوب بولارد - الواعظ المخادع / الشرطي الثاني
- باد جاميسون - عميل الفندق الرديء الثالث
- بادي ماغواير - عميل الفندق الرديء الخامس
- جورج كليثورب - شرطي عند المحطة بالشارب

## وصلات خارجية
- الفيلم القصير Police متوفر للتحميل من موقع أرشيف الإنترنت [المزيد]
- مقالات تستعمل روابط فنية بلا صلة مع ويكي بيانات
- Police (Colorized) على يوتيوب